# Francis Dhanis

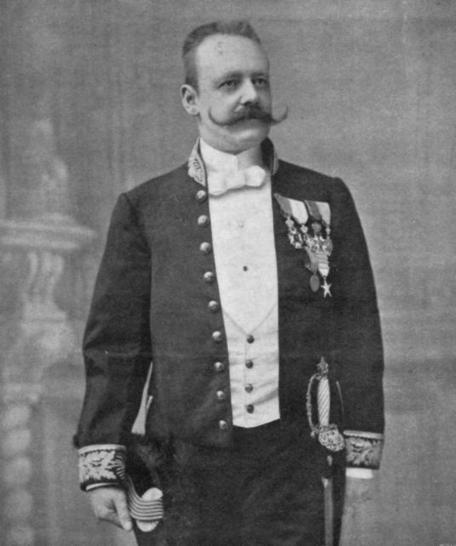
Dhanis in Galauniform, ca. 1909.

Francis Ernest Joseph Marie Dhanis (* 11. März 1861 in London; † 13. November 1909 in Brüssel) war ein belgischer Kolonialbeamter und Soldat, der für seinen Dienst für den Freistaat Kongo während des Belgisch-Arabischen Krieges (englisch: Congo-Arab War) und der Batetela-Rebellion bekannt wurde.

## Frühes Leben und Karriere
Dhanis wurde 1861 in London geboren. Sein Vater war der belgische Kaufmann und Konsul Joseph Dhanis, seine Mutter war eine Irin namens Brigitte Maher. Er ist der Enkel von Antoine Dhanis van Cannart, Mitglied des belgischen Nationalkongresses. Die ersten vierzehn Jahre seines Lebens verbrachte er im schottischen Greenock, dann in Saint-Nicolas in der Provinz Lüttich, wo er seine schulische Ausbildung erhielt. Seit seiner Jugend interessierte er sich leidenschaftlich für die Geschichten von Entdeckern auf dem afrikanischen Kontinent.
Im Alter von 18 Jahren trat er 1880 als Mannschaftsdienstgrad in ein Pionierregiment der belgischen Armee ein und wechselte 1882 in die Königliche Militärakademie in Brüssel. Nach Abschluss seiner Ausbildung dort trat er in das 8. Linienregiment über, in dem er 1884 zum Leutnant ernannt wurde.

## Freistaat Kongo
Sobald er den Rang eines Leutnants erreicht hatte, meldete er sich freiwillig zum Dienst im Kongo-Freistaat von König Leopold II. von Belgien.
Er war 1884–1885 Teil der ersten Expedition nach Afrika unter der Flagge der Internationalen Afrika-Gesellschaft. Ab 1886 nahm er an seiner zweiten Expedition als Stellvertreter von Leutnant Camille-Aimé Coquilhat teil. Dhanis trieb die Erforschung der Bangala-Region am Kongos voran und errichtete dort Stationen, die er befestigte, um sie vor Überfällen arabischer Vieh- und Sklavenjäger zu schützen. Im Januar 1889 errichtete er die befestigte Station Basoko. Anschließend übergab er das Kommando über den Posten an Leutnant Pierre Ponthier und kehrte im Juli 1889 nach Europa zurück.
Im Februar 1890 reiste Dhanis als Bezirkskommissar wiederum in den Kongo. Er setzte die Erkundung von Kwango fort und musste sich mit den örtlichen indigenen Herrschern auseinandersetzen. Seine Verhandlungen waren erfolgreich und er bereiste den Westen des Kongos, wobei er weitere Stationen gründete, die die belgische Präsenz aufrechterhalten und verstärken sollten. Schließlich übernahm er das Kommando über eine Station am Lualaba und dann über das befestigte Lager von Lusambo in der Provinz Sankuru, von dem die Expedition nach Katanga ausging.
Von 1892 bis 1894 kam es zum Kongolesisch-Arabischen Krieg, im englischen Sprachraum eher als Congo-Arab War bekannt, gegen arabische Sklavenhändler. Dhanis mobilisierte indigene Häuptlinge für die belgische Seite und besiegte am 23. April sowie am 5. Mai 1892 die verbündeten Streitkräfte von Ngongo Luteta und dem arabischen Anführer Sefu bin Hamid, einem Sohn des Sklavenhändlers Tippu-Tip. Vom 9. bis zum 12. Mai kam es zu neuen Kämpfen, die mit der Kapitulation von Ngongo Luteta endeten, der dann ein treuer Verbündeter des Kongo Freistaats werden sollte.
Der im Ostkongo weiterhin aktive arabische Anführer Sefu bin Hamid forderte daraufhin von Dhanis eine Neuverhandlung der Grenzen seiner Gebiete und befahl ihm, seinen ehemaligen Verbündeten Ngongo Luteta auszuliefern. Dhanis lehnte die Bedingungen ab, was Bin Hamid als erneute Kriegshandlung ansah. Im Herbst 1892 überquerte Sefu mit 500 Offizieren aus Sansibar und rund 10.000 Kongolesen den Lomami-Fluss. Dort errichtete er zwei Forts, wo Dhanis ihn mit einer Kruppkanone und der Hilfe von versammelten indigenen Kontingenten angriff. Am 22. November 1892 kam es in Chige zu Kämpfen zwischen den belgischen Streitkräften unter Oscar Michaux und de Prees und denen von Sefu. Als Folge dieser Niederlagen für die arabischen Stammesführer ließ Sefu am 1. Dezember 1892 die von ihm festgehaltenen belgischen Offiziere Joseph Lippens und Henri De Bruyne in Kasongo ermorden. Am 30. Dezember 1892 ereigneten sich weitere Kämpfe in Dungu, die am 10. Januar 1893 zur Zerstörung des arabischen Lagers führten. Sefu flüchtete. Die Ortschaft Nyangwe am Ostufer des Lualaba fiel am 4. März 1893 und Kasongo am 22. April 1893 in die Hände der Belgier. Ein anderer Häuptling, Rumaliza, ergriff daraufhin Partei für die arabische Seite, wurde aber von Dhanis und einem Kontingent unter der Führung von Leutnant Hubert Lothaire besiegt.
Nachdem er seine Mission erfüllt hatte, kehrte Dhanis im Oktober 1894 nach Belgien zurück. In Begleitung des Sohnes von Ngongo Luteta und zweier gefangener arabischer Häuptlinge wurde er in Antwerpen triumphal empfangen und von König Leopold II. zum Baron ernannt.
Am 6. November 1895 reiste Dhanis mit dem Titel eines Inspecteur d'État erneut in den Freistaat Kongo und begab sich in die Gegend um Luluaburg, wo die sog. Batetela-Revolte ausgebrochen war. Seine einheimischen Truppen waren schlecht versorgt, litten unter der tropischen Hitze und sintflutartigen Regenfällen. Sie revoltierten selbst und Dhanis' Bruder starb im Regenwald, als er unerwartet auf eine Gruppe aufständischer Batetela traf. Dhanis verlor eine Schlacht bei Ekwanga und musste sich zurückziehen. Commander Josué Henry musste ihm in Ayakubi zu Hilfe kommen. Am 11. April 1897 wurde er von König Leopold II. zum Vizegeneralgouverneur befördert. Neue Kämpfe fanden in Lindi, Boko, Piani Kikunda und Kaboge statt. Im Jahr 1900 siegten die Streitkräfte des Freistaats Kongo, die sog. Force Publique nach 43-monatigem Kampf endgültig.
Am 4. Juli 1900 übergab Dhanis, vom Feldzug und tropischen Fieberkrankheiten geschwächt, sein Kommando über die östliche Provinz an Kommandant Justin Malfeyt und verließ den Kongo.

## Spätere Jahre
In Belgien gründete er eine Familie, als er am 16. Januar 1901 in Hogne die Baronin Estelle de Bonhomme heiratete, mit der er drei Kinder hatte. Er wird pro forma als Capitaine-Commandant in das Regiment Carabiniers Prins Boudewijn - Grenadiers der belgischen Armee aufgenommen. In Wirklichkeit erhielt er andere Funktionen: Attaché am Nationalgeographischen Institut, Delegierter im Verwaltungsrat der Compagnie du chemin de fer du Congo supérieur aux Grands Lacs africains und technischer Berater der Anglo-Belgian India Rubber Company (ABIR). Im Auftrag der letztgenannten Gesellschaft unternahm er im April 1904 eine letzte Inspektionsreise in den Kongo-Freistaat. Im September 1906 verließ er, von afrikanischen Fieberkrankheiten geplagt, die Armee.
Er starb am 13. November 1909 in Brüssel an einer Blutvergiftung. Seine Beerdigung fand in der Basilika Sacré-Cœur in Brüssel in Anwesenheit von Prinz Albert statt und er wurde auf dem Friedhof Saint-Josse-ten-Noode beerdigt.

## Ehrungen und Auszeichnungen
1894 wurde Francis Dhanis von König Leopold II. als Belohnung für seine Siege im Ostkongo zum Baron ernannt. 1913 wurde in Antwerpen ein Denkmal für Baron Dhanis errichtet, das von Frans Joris entworfen wurde. Ein Boulevard in Antwerpen wurde nach ihm benannt, ebenso wie eine Straße in Etterbeek und Sint-Niklaas.
Zu seinen Ehren baute die Antwerpener Werft Cockerill Yards einen Dampfer mit dem Namen Baron Dhanis. Dieses 55 m lange Handelsschiff wurde im Auftrag der belgischen Marine im Tanganjikasee zu Wasser gelassen.

### Orden
- Ritter des Leopoldsordens
- belgisches Militärkreuz 2. Klasse;
- Offizier des Löwenordens
- Ritter des Afrikanischen Sternenordens
- Étoile de Service
- Médaille de la campagne arabe
- Ritter 1. Klasse des schwedischen Schwertordens

## Galerie

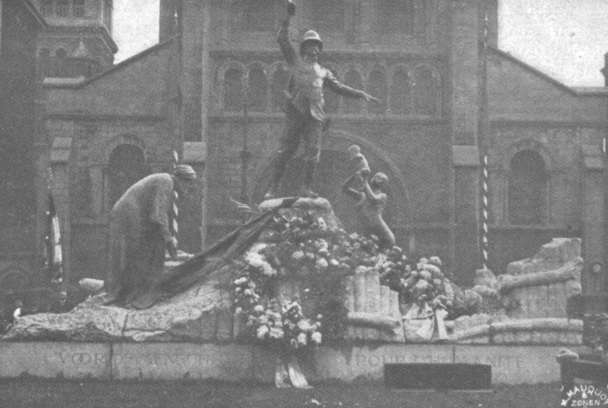
Monument von Dhanis in Antwerpen
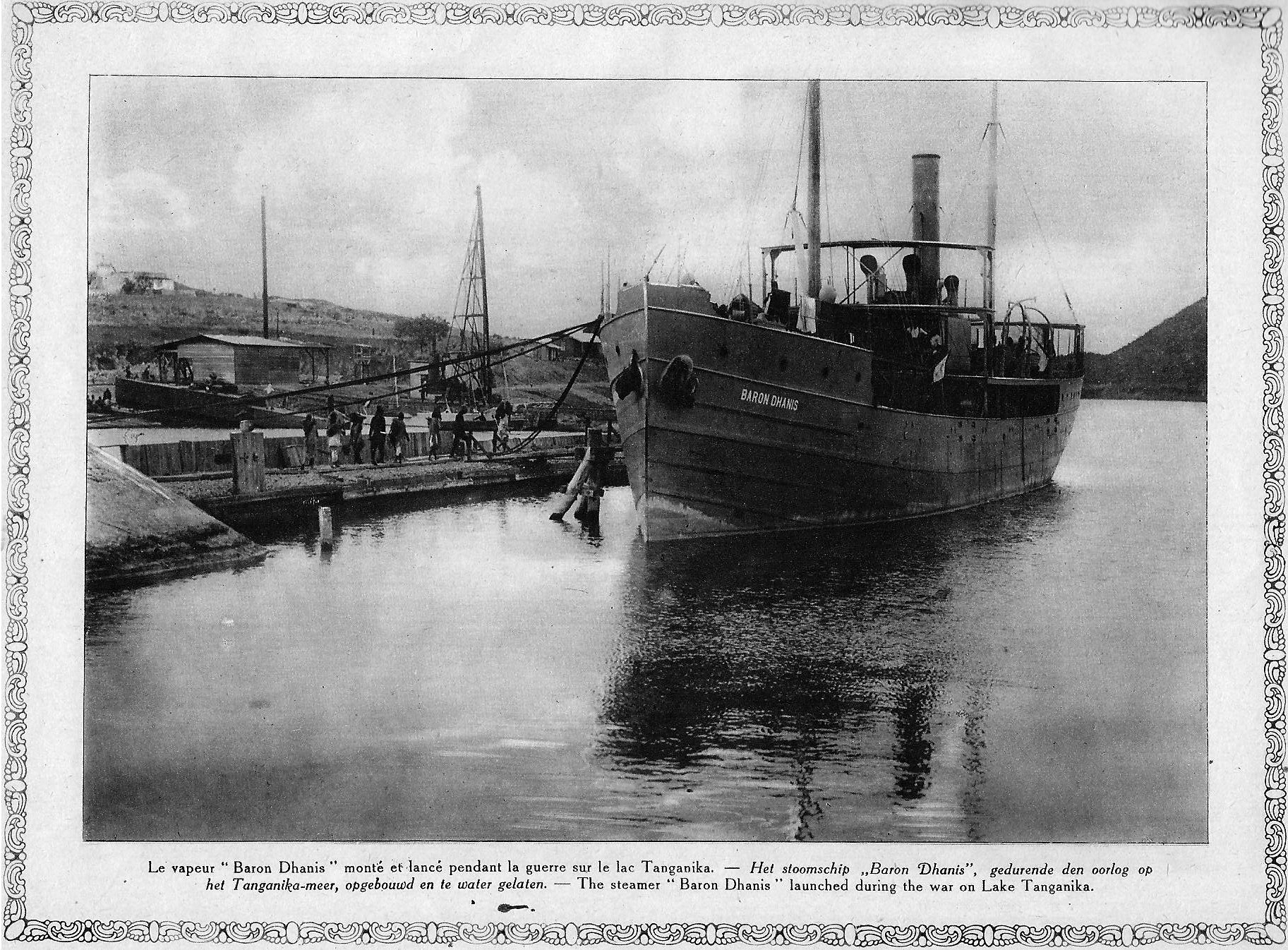
Der Dampfer Baron Dhanis, 1916 zusammengebaut und in Betrieb genommen auf dem Tanganjikasee.
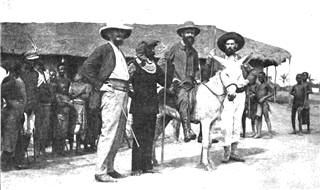
Francis Dhanis in einem kongolesischen Dorf (auf dem Esel reitend)
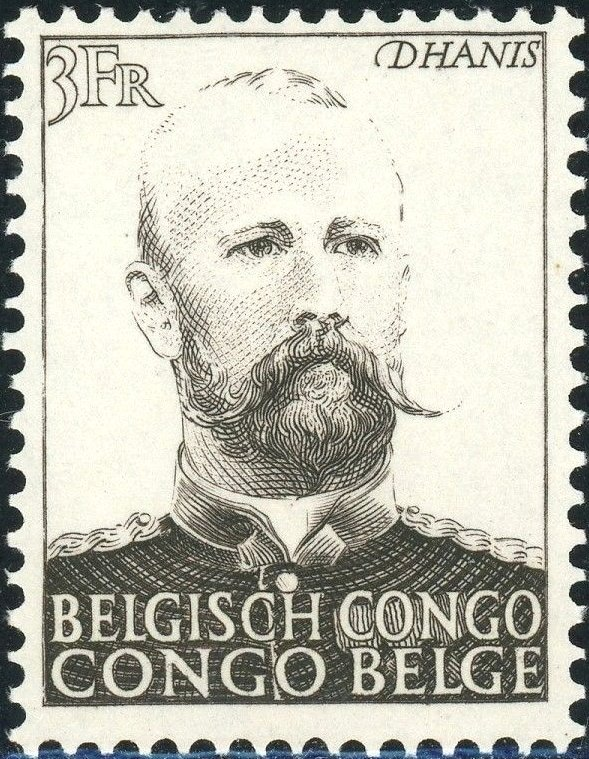
Dhanis auf einer Briefmarke des Freistaats Kongo.